# Feröeri miniszterelnökök listája
Ez Feröer miniszterelnökeinek (feröeriül: løgmaður, tsz. løgmenn) listája.

## Løgmenn (1000-1816)
A lista 1524-től kezdve tekinthető teljesnek.
| Hivatalba lépés | Løgmaður (1000-1816)       | Élt            |
| --------------- | -------------------------- | -------------- |
| 1000            | Gilli                      | ?-?            |
| 1300            | Sjúrður                    | ?-?            |
| 1350            | Símun                      | ?-?            |
| 1400            | Dagfinnur Halvdanarson     | ?-?            |
| 1412            | Haraldur Kálvsson          | ?-?            |
| 1450            | Roald                      | ?-?            |
| 1479            | Jørundur Skógdrívsson      | ?-?            |
| 1524            | Tórmóður Sigurðsson        | ?-?            |
| 1531            | Andras Guttormsson         | 1490 k. - 1544 |
| 1544            | Guttormur Andrasson        | ?-?            |
| 1572            | Jógvan Heinason            | ?-?            |
| 1583            | Ísak Guttormsson           | ?-?            |
| 1588            | Pætur Jákupsson            | ?-?            |
| 1601            | Tummas Símunarson          | ?-?            |
| 1608            | Zakarias Tormóðsson        | ?-?            |
| 1629            | Jógvan Justinusson         | ?-?            |
| 1654            | Jógvan Poulsen             | ?-?            |
| 1655            | Balzer Jacobsen            | ?-?            |
| 1662            | Jógvan Poulsen             | ?-?            |
| 1677            | Jákup Jógvansson           | ?-?            |
| 1679            | Jóhan Hendrik Weyhe        | ?-?            |
| 1706            | Sámal Pætursson Lamhauge   | ?-?            |
| 1752            | Hans Jákupsson Debes       | 1723-1769      |
| 1769            | Thorkild Fjeldsted         | ?-?            |
| 1772            | Jacob Hveding              | ?-?            |
| 1786            | Johan Michael Lund         | 1753-1824      |
| 1808            | Jørgen Frantz Hammersheimb | 1767-1820      |

## Miniszterelnökök (løgmenn) 1948 óta
| #   | Név                             | Terminus             | Terminus             | Párt              |
| #   | Név                             | Kezdete              | Vége                 | Párt              |
| --- | ------------------------------- | -------------------- | -------------------- | ----------------- |
| 1   | Andrass Samuelsen (1873–1954)   | 1948. május 12.      | 1950. december 15.   | Sambandsflokkurin |
| 2   | Kristian Djurhuus (1895–1984)   | 1950. december 15.   | 1959. január 8.      | Sambandsflokkurin |
| 3   | Peter Mohr Dam (1898–1968)      | 1959. január 8.      | 1963. január 4.      | Javnaðarflokkurin |
| 4   | Hákun Djurhuus (1908–1987)      | 1963. január 4.      | 1967. január 12.     | Fólkaflokkurin    |
| (3) | Peter Mohr Dam (1898–1968)      | 1967. január 12.     | 1968. november 19.   | Javnaðarflokkurin |
| (2) | Kristian Djurhuus (1895–1984)   | 1968. november 19.   | 1970. december 12.   | Sambandsflokkurin |
| 5   | Atli Dam (1932–2005)            | 1970. december 12.   | 1981. január 5.      | Javnaðarflokkurin |
| 6   | Pauli Ellefsen (1936–2012)      | 1981. január 5.      | 1985. január 10.     | Sambandsflokkurin |
| (5) | Atli Dam (1932–2005)            | 1985. január 10.     | 1989. január 18.     | Javnaðarflokkurin |
| 7   | Jógvan Sundstein (1933–2024)    | 1989. január 18.     | 1991. január 15.     | Fólkaflokkurin    |
| (5) | Atli Dam (1932–2005)            | 1991. január 15.     | 1993. január 18.     | Javnaðarflokkurin |
| 8   | Marita Petersen (1940–2001)     | 1993. január 18.     | 1994. szeptember 15. | Javnaðarflokkurin |
| 9   | Edmund Joensen (1944– )         | 1994. szeptember 15. | 1998. május 15.      | Sambandsflokkurin |
| 10  | Anfinn Kallsberg (1947–2024)    | 1998. május 15.      | 2004. február 3.     | Fólkaflokkurin    |
| 11  | Jóannes Eidesgaard (1951– )     | 2004. február 3.     | 2008. szeptember 26. | Javnaðarflokkurin |
| 12  | Kaj Leo Johannesen (1964– )     | 2008. szeptember 26. | 2015. szeptember 15. | Sambandsflokkurin |
| 13  | Aksel V. Johannesen (1972– )    | 2015. szeptember 15. | 2019. szeptember 16. | Javnaðarflokkurin |
| 14  | Bárður á Steig Nielsen (1972– ) | 2019. szeptember 16. | hivatalban           | Sambandsflokkurin |